# Wargaming.net
A Wargaming.net egy 1998 óta működő videójáték-fejlesztő cég. A cég központja Londonban található, fejlesztőközpontjuk azonban Minszkben. 2007 novemberében megszerezte az Arise független játékfejlesztő stúdiót és jelenleg több mint kb.4500 alkalmazottal rendelkezik. A cég leginkább a kritikusok által elismert Massive Assault sorozatról híres, valamint nagy elismerést szerzett a Square Enix által kiadott második világháborúban játszódó valós idejű stratégiai játék, az Order of War után. A Wargaming.net volt az első nyugati játékfejlesztő, amely a Square Enix számára készített videójátékot.

## Játékok és fogadtatásuk
| Játék címe                          | Kiadás éve                                                                        | Műfaj                            | Értékelésük |
| ----------------------------------- | --------------------------------------------------------------------------------- | -------------------------------- | ----------- |
| DBA Online                          | 2000                                                                              | Körökre osztott stratégiai játék |             |
| Massive Assault                     | 2003                                                                              | Körökre osztott stratégiai játék | 80,11%, 77  |
| Massive Assault Network             | 2004                                                                              | Körökre osztott stratégiai játék | 78,15%, 74  |
| Massive Assault: Domination         | 2005                                                                              | Körökre osztott stratégiai játék | 69,61%, 69  |
| Massive Assault Network 2           | 2006                                                                              | Körökre osztott stratégiai játék | 76,00%, 72  |
| Galactic Assault: Prisoner of Power | 2007                                                                              | Körökre osztott stratégiai játék | 69,47%, 68  |
| Order of War                        | 2009                                                                              | Valós idejű stratégiai játék     | 71,67%, 69  |
| Order of War: Challenge             | 2010                                                                              | Valós idejű stratégiai játék     |             |
| World of Tanks                      | 2010 (Oroszország) 2011 (Európa és USA) 2012 (Délkelet-Ázsia, Vietnam, Dél-Korea) | MMO                              | 82,15%, 80  |
| World of Warplanes                  | 2013 (FÁK, USA, Európa)                                                           | MMO                              | 69,18% 69   |
| World of Tanks Blitz                | 2014                                                                              | MMO                              | 68          |
| World of Warships                   | 2015                                                                              | MMO                              |             |
| Master of Orion                     | TBA                                                                               | Körökre osztott stratégiai játék |             |
| Caliber                             | 2023                                                                              | Taktikus lövöldözős játék        |             |
| Project CW                          | TBA                                                                               | MMO                              |             |

## Külső hivatkozások
- A Wargaming.net hivatalos weboldala